# Nunataki Shchitovye
Die Nunataki Shchitovye (englische Transkription von russisch Нунатаки Щитовые Nunataki Schtschitowyje, deutsch ‚Schild-Nunatakker‘) sind eine Gruppe von Nunatakkern im ostantarktischen Mac-Robertson-Land. In der Aramis Range der Prince Charles Mountains ragen sie südöstlich der Kilfoyle-Nunatakker auf.
Russische Wissenschaftler benannten sie deskriptiv.